# Khorramdeh-e Sharqī
Khorramdeh-e Sharqī (persiska: Kharakī-ye Kord, خرکی کرد, Kharakī-ye Kordhā, خرم ده شرقی) är en ort i Iran.   Den ligger i provinsen Nordkhorasan, i den nordöstra delen av landet, 500 km öster om huvudstaden Teheran. Khorramdeh-e Sharqī ligger 521 meter över havet och antalet invånare är 619.
Terrängen runt Khorramdeh-e Sharqī är kuperad västerut, men österut är den platt. Runt Khorramdeh-e Sharqī är det ganska glesbefolkat, med 27 invånare per kvadratkilometer. Närmaste större samhälle är Āshkhāneh, 20,0 km sydost om Khorramdeh-e Sharqī. Omgivningarna runt Khorramdeh-e Sharqī är i huvudsak ett öppet busklandskap.